# RhythmOne
RhythmOne plc, ранее известная как blinkx, а также известная как RhythmOne Group, — американская компания, занимающаяся технологиями цифровой рекламы, которая владеет и управляет веб-ресурсами AllMusic, AllMovie и SideReel.
Blinkx была основана в 2004 году, стала публичной на Лондонской фондовой бирже AIM в 2007 году и начала торговаться как RhythmOne в 2017 году. Штаб-квартиры компании находятся в Сан-Франциско и Лондоне. В апреле 2015 года RhythmOne приобрела All Media Network и ее портфель веб-сервисов. В апреле 2019 года RhythmOne объединилась с Taptica International (в июне 2019 года переименованной в Tremor International), компанией, занимающейся рекламными технологиями, со штаб-квартирой в Израиле.